# Letten

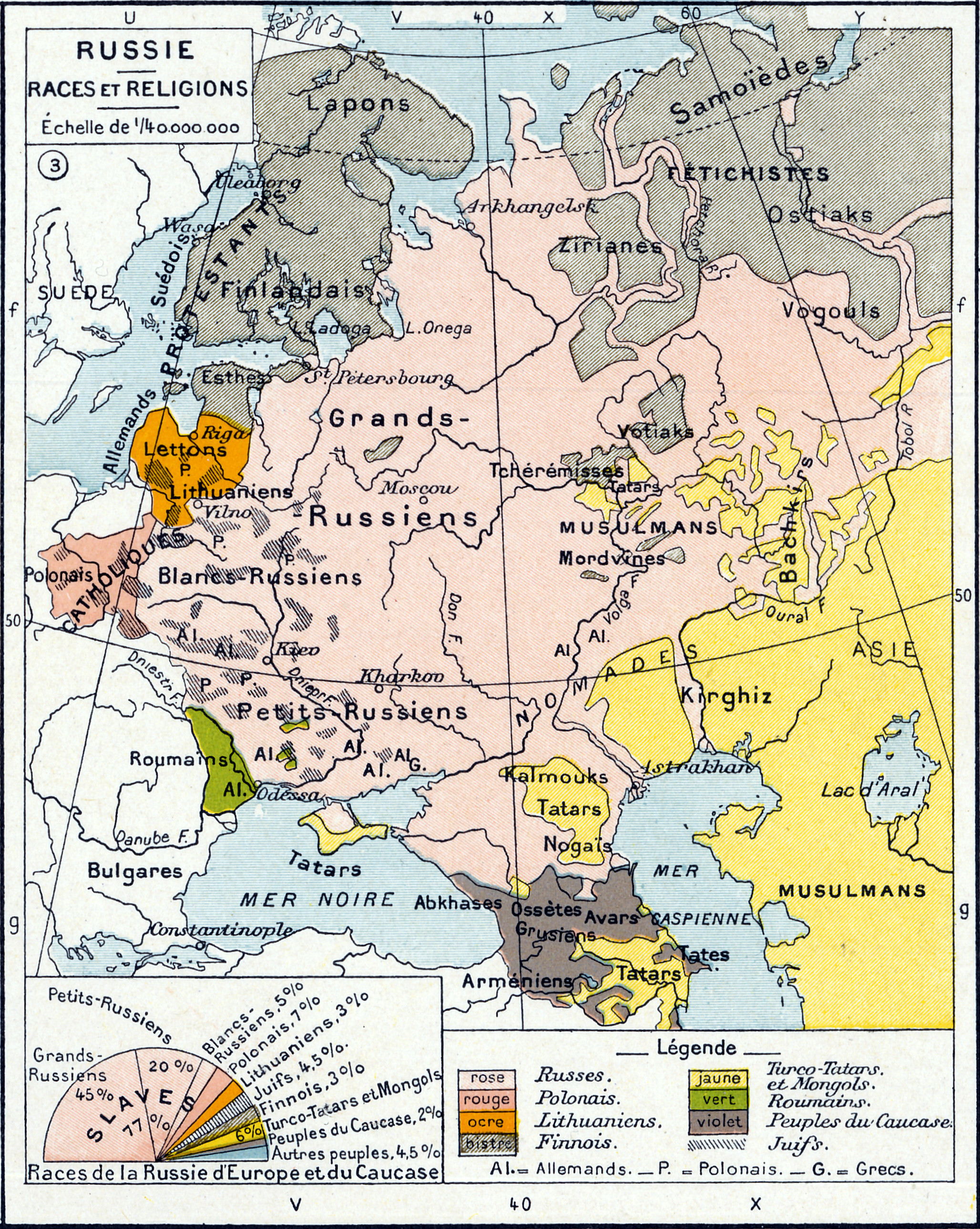
Ethnische Karte des europäischen Russland vor dem Ersten Weltkrieg (1913)

Die Letten (Eigenbezeichnung: latvieši) sind ein baltisches Volk. Sie sprechen die lettische Sprache der östlichen baltischen Sprachgruppe und sind zu zwei Dritteln Protestanten und zu gut einem Viertel Katholiken. Sie bilden mit 62,1 % (2011) die Bevölkerungsmehrheit im heutigen Lettland, im politischen Sinne bilden jedoch alle lettischen Staatsbürger das lettische Staatsvolk.

## Geschichte
Die baltischen Stämme der Lettgallen, Semgallen, Selen und die Kuren waren die Ureinwohner im heutigen Lettland. Hinzu kommen die Liven, die das Gebiet der Küste des Rigaschen Meerbusen bewohnten. Albert von Buxhoeveden, Bischof von Livland und Bremer Domherr begann 1199 mit Hilfe des Schwertbrüderordens (später Deutschen Ordens) und der Kriegstruppen der von ihm alliierten christianisierten Letten und Liven die Kolonisation des Gebietes. Nach der Unterwerfung gingen Selen, Semgallen, Kuren und teilweise die Liven in die neue Ethnie von Letten auf. Georg Mancelius, Professor der Theologie an der Dorpater Universität, hat das erste deutsch-lettische Lexikon „Lettus“ (1638) verfasst. Der Begriff Lettische Nation wurde erstmals von dem evangelisch-lutherischen Pastor Paul Einhorn in seinen Schriften Reformatio gentis Letticae in Ducatu Curlandiae (1636) und Historia Lettica (1649) benutzt. Die entscheidende Rolle für die Entwicklung der lettischen Literatursprache hat der Pastor Gotthard Friedrich Stender (1714–1796) gespielt. Bis in das 19. Jahrhundert hinein lebten die Letten auf dem Land zumeist als Bauernvolk unter Herrschaft der deutsch-baltischer Rittergutsbesitzer. In den Städten dominierten die Deutschen.
Erst durch die schrittweise Befreiung durch Agrarreformen und Bauernlandverkauf änderte sich die Situation ab der Mitte des 19. Jahrhunderts. Es entstand eine kleine Schicht lettischer Großbauern. Mit der Industrialisierung wuchsen die Hafenstädte Riga und Libau und die Letten stellten nun auch in den Städten die Bevölkerungsmehrheit. Es entstanden: ein lettisches Proletariat, ein lettischer Mittelstand und ein kleines lettisches Bildungsbürgertum, von dem erste Anzeichen eines nationalen Erwachens kam. Unter dem russischen Kaiser Alexander III. kam es ab 1881 zu einer gezielten Russifizierung der baltischen Provinzen. Gegen diesen doppelten Druck durch Deutsch-Balten und Russen revoltierten die Letten bei der Revolution 1905. Ende des Jahres waren Gutsbesitzer und russisches Militär nahezu vollständig vom flachen Land vertrieben. Die Lettische Revolution zielte auf die administrative Vereinigung der lettischen Gebiete, Einführung der lettischen Sprache als Verwaltungs- und Schulsprache und Autonomie. Mit dem Sturz des Zaren Nikolaus II. 1917 wurden diese Forderungen wieder laut. Ein erster Erfolg war die Anerkennung eines demokratisch gewählten Landrats durch die russische Übergangsregierung. Jedoch war Kurland seit 1915 durch deutsche Truppen besetzt. 1918 rief ein lettischer Volksrat die unabhängige Republik Lettland aus, die sich in langwierigen Kämpfen auch gegen die erste Lettische Sowjetrepublik durchsetzen konnte. 1920 wurde Frieden mit der Sowjetunion und Deutschland geschlossen. 1934 kam ein faschistisches System an die Macht, das unter dem Spruch „Lettland den Letten“ sich vor allem gegen die jüdische (1935: 4,8 % der Bevölkerung) und deutsche Minderheit (1935: 3,2 %) richtete.
Durch den deutsch-sowjetischen Nichtangriffspakt wurde Lettland der sowjetischen Interessensphäre zugeschlagen und 1940 von der Sowjetunion erstmals annektiert. Von 1941 bis 1944/45 besetzten die Deutschen Lettland. Über 150.000 Letten wurden unter der Herrschaft Josef Stalins deportiert. Für Industrieunternehmen wanderten russische Arbeitskräfte ein. 1970 war der Anteil der lettischen Bevölkerung in Riga kleiner als der russische Anteil. 1988 wurde die Volksfront Lettlands (Latvijas Tautas Fronte) gegründet. Im Juli 1989 erklärte sich Lettland erneut für souverän, am 4. Mai 1990 wurde die unabhängige Republik Lettland wiederhergestellt und im August 1991 von der Sowjetunion anerkannt.